# 庄司光
庄司 光（しょうじ ひかる、1905年8月29日 - 1994年11月23日）は、日本の環境衛生学者。専門は、環境衛生学・公衆衛生学。学位は、医学博士（京都帝国大学・1942年）。京都大学名誉教授。1975年勲三等旭日中綬章受章。京都府生まれ。
厚生省生活環境審議会委員、日本学術会議・公害問題特別委員会委員、日本学術会議・環境問題特別委員会委員、大阪府公害審査会委員、大阪府総合計画審議会委員、大阪府公害対策審議会委員、京都府公害対策審議会委員、京都市公害対策審議会会長、神戸市公害対策審議会委員、神戸市環境影響評価専門委員会会長、大阪市公害対策審議会委員などを歴任。

## 略歴
- 1905年8月29日：京都府京都市生まれ
- 1925年3月：第一高等学校理科乙類卒業
- 1925年4月：東京帝国大学医学部入学
- 1928年：東京帝国大学中退
- 1929年：京都帝国大学理学部物理学科入学
- 1932年3月：京都帝国大学理学部物理学科卒業
- 1932年6月：大阪市立衛生試験所技手
- 1942年6月：大阪市立生活科学研究所環境課長
- 1942年11月：京都帝国大学医学博士「大阪市営地下鉄道の空気性状と其の調節に関する研究」
- 1947年7月：大阪市立生活科学研究所環境衛生課長
- 1949年7月：大阪市立大学家政学部教授（兼任）
- 1950年9月：大阪市衛生局衛生研究所環境衛生部主任兼環境衛生室主任
- 1957年11月：大阪市立大学家政学部長
- 1959年4月：京都大学工学部教授
- 1969年3月：京都大学定年退官
- 1969年4月：関西大学工学部教授
- 1975年11月：勲三等旭日中綬章
- 1976年3月：関西大学定年退官
- 1977年：環境保全功労賞
- 1994年11月23日：午後7時15分、腎不全のため大阪府高槻市の病院にて逝去

## 著書

### 単著
- 『空気の科学』（績文堂、1943年）
- 『空気の衛生学』（創元社、1945年）
- 『住居の衛生学』（大八洲出版、1947年／新版・光生館、1951年／改訂版・光生館、1963年）
- 『衣服の衛生学』（光生館、1949年／新版・1961年）
- 『被服衛生概説』（光生館、1955年／新版・1960年）
- 『生活衛生学』（柴田書店、1957年）
- 『住居と環境の衛生学』（光生館、1962年）
- 『環境の衛生学』（光生館、1962年／改訂版多数）
- 『環境衛生学概説』（光生館、1963年／新版・1969年）
- 『衛生工学（上）：環境制御』（コロナ社、1966年）
- 『生活・環境の衛生学』（柴田書店、1967年）
- 『被服の衛生学』（光生館、1977年）

### 共著
- （宮本憲一）『恐るべき公害』（岩波書店、1964年）
- （山本剛夫）『環境衛生工学』（朝倉書店、1967年）
- （宮本憲一）『日本の公害』（岩波書店、1975年）
- 『環境論序説』（法律文化社、1975年）

### 編著
- 『公害と災害』（汐文社、1971年）

### 共編著
- （大後美保）『生活科学ハンドブック』（朝倉書店、1964年）
- （西尾雅七）『人災と健康』（光生館、1967年）
- （山本剛夫・畠山直隆）『衛生工学ハンドブック：騒音・振動編』（朝倉書店、1980年）

## 学会活動・社会活動
- 近畿地方大気汚染調査連絡会
- 大気汚染研究全国協議会設立の提唱者の1人（1959年）
- 公害研究委員会設立メンバーの1人（1963年）
- 日本衛生学会名誉会員
- 土木学会名誉会員